# Plymouth megye (Massachusetts)
Plymouth megye az Amerikai Egyesült Államokban, azon belül Massachusetts államban található. Megyeszékhelye Plymouth. Lakosainak száma 530 819 fő (2020. április 1.). Plymouth megye Norfolk, Barnstable, Bristol és Dukes megyékkel határos.

## Népesség
A megye népességének változása:
| Lakosok száma | 495 844 | 498 039 | 498 393 | 501 915 | 510 393 | 530 819 |
|               | 2010    | 2011    | 2012    | 2013    | 2015    | 2020    |